# 田山涼成
田山 涼成（たやま りょうせい、1951年8月9日 - ）は、日本の俳優、タレント。愛知県名古屋市緑区出身。シス・カンパニー所属。

## 来歴・人物
1962年に日本放送協会名古屋局の放送児童劇団に入団、1969年には同局が製作した『中学生群像』に出演。1974年には文学座の研究所を卒業（第15期生）。1979年に劇団「夢の遊眠社」に入団。以降、舞台・テレビドラマ・映画に活躍する。
腰の引けた冴えない中年男性役が定番で『特命係長 只野仁』にて広く顔が知られるようになったが、悪役・犯人役・教師・医師・警察官（おもに署長や幹部などが多い）といった役もこなす。また、小役人役が多いことから「役人俳優」を自称。
若手の時期は風間杜夫、金田明夫、山路和弘らと同様に、舞台活動と並行して数多くの日活ロマンポルノに出演している。
漫才師の海原はるかに似ていることから、『只野仁』ではそれをネタにされ、高橋克典から髪の毛に息を吹きかけられて吹き飛ばされるというシーンも演じた。
愛妻家でもあり、「浮気なんてとんでもないです。私みたいな人を夫にしてくれた妻に失礼ですよ」と発言したこともある。もともと劇団員であった妻が田山の演劇活動を支えるため退団し、一般の仕事に転職している。料理好きでも知られており、テレビ朝日『タモリ倶楽部』では飲食系の企画に多く出演した。ただし、家では妻の意向もあり、台所に立たないようにしている。
江藤潤とはご近所の仲である。
2011年、芸歴49年目にしてミュージカルに初挑戦。宮本亜門演出の『太平洋序曲』に出演した。
「年齢=中日ドラゴンズのファン」と公言している。

## 出演

### テレビドラマ
- 大河ドラマ（NHK総合）
  - 花神（1977年） - 石川小五郎 役
  - 春の波涛（1985年） - 福沢捨次郎 役
  - 炎立つ（1993年） - 源隆国 役
  - 徳川慶喜（1998年） - 松平式部少輔近韶 役
  - どうする家康（2023年） - 金地院崇伝 役[2]
  - べらぼう〜蔦重栄華乃夢噺〜（2025年） - 和泉屋三郎衛 役
- 連続テレビ小説
  - マー姉ちゃん 第60話（1978年） - 森田
  - ちゅらさん（2001年） - 岡部良憲 役
  - とと姉ちゃん 第1話 - 第14話・第35話（2016年4月1日 - 19日・5月13日、NHK総合） - 杉野栄治 役
- 噂の刑事トミーとマツ 第1シリーズ 第10話「トミマツの袋詰め」（1979年、TBS / 大映テレビ） - 猫田組構成員
- 大空港 第24話「サヨナラ神坂紀子刑事!コール･ガールバラバラ殺人事件」（1979年、フジテレビ / 松竹） - 富山アキオ 役
- 特捜最前線 （テレビ朝日 / 東映）
  - 第33話「虐殺・父に捧げる挽歌」（1977年）※高山良一名義
  - 第138話「警視庁窓際族!」（1979年）
  - 第145話「凶器が歩く街!」（1980年）
- 大都会 PARTIII 第34話「ストリート・ガール」（1979年、日本テレビ） - 売春宿の客
- 突然の明日（1980年1月 - 4月、TBS）
- 花王愛の劇場
  - 再会の海（1980年、TBS・松竹）
  - ぽっかぽか（1994年6月 - 7月、TBS） - 山根一郎 役
- 走れ!熱血刑事 第5話「犬だけが知っていた」（1980年、テレビ朝日 / 勝プロダクション） - 派出所巡査
- 柳生十兵衛あばれ旅 第8話「細うで喧嘩花」（1982年、テレビ朝日 / 東映）
- スチュワーデス物語 第2話「憎らしい先生」（1983年10月25日、TBS） - 小堀庄介 役
- 松本清張スペシャル・黒い福音（1984年11月26日、TBS）
- 大江戸捜査網 第603話「泣くな妹よ! 岡っ引行進曲」（1983年、テレビ東京） - 伊勢屋の若旦那 役
- 事件記者チャボ! 第19話「ビックリ! チャボの大変装!?」（1984年、日本テレビ） - 丸山
- 太陽にほえろ! 第630話「必死のマミー」（1984年12月28日、日本テレビ） - 居酒屋店員
- ママはアイドル 第9話（1987年、TBS） - 審査員
- 火曜サスペンス劇場（日本テレビ）
  - ペイパーハネムーン（1987年6月9日）
  - 素顔を取り戻した女（1993年9月、東映） - 細川三郎 役
  - 新・女検事 霞夕子8「二粒の火」（1996年7月9日） - 長谷部警部補 役
  - 弁護士・高林鮎子31「寝台特急 トワイライトエクスプレスの罠」（2003年1月7日） - 石井道夫 役
- オヨビでない奴! 第1話（1987年、TBS） - 亜紀が通う塾の先生
- お見合いフルコース（1988年9月、TBS）
- 代議士の妻たち2(1989年1月〜3月、TBS)
- 世にも奇妙な物語（フジテレビ）
  - 「復讐クラブ」（1991年1月3日） - 山田
  - 「ズンドコベロンチョ」（1991年4月18日） - 和田
  - 「ホーム・ドラマ」（1991年12月12日）
- デパート!夏物語 第8話（1991年、TBS） - 伊勢丹調布物流センター従業員
- 豆腐屋直次郎の裏の顔・3「時効まで一週間・波止場のカジノの金庫をねらえ！」（1991年7月2日、ABC / アズバーズ） - 刑事係長
- 逃亡者（1992年7月 - 9月、フジテレビ）
- ドラマ新銀河（NHK）
  - いつか花嫁（1993年）- 富山恭一郎 役
- 土曜ワイド劇場（テレビ朝日）
  - 松本清張スペシャル・鉢植えを買う女（1993年12月11日） - 係長
  - なんでも屋探偵帳3（1997年9月20日）
  - おとり捜査官・北見志穂1 「山手線 ラッシュアワー連続殺人事件」（1998年5月30日） - 古田隆義 役
  - おばはん刑事!流石姫子4 「襲われた婚約者!」（2000年4月8日） - 長谷川勝也 役
  - 変装婦警の事件簿（2000年 - 2002年） - 大杉副署長 役/板倉署長 役
  - 法医学教室の事件ファイル15 「自分の死体を解剖した女医!?」（2001年12月8日） - 大倉哲也 役
  - タクシードライバーの推理日誌16 「完全犯罪への抜け道」（2002年7月6日） - 堀内則文 役
  - 西村京太郎トラベルミステリー40 「夜行列車の女」（2003年11月22日） - 田島編集長 役
  - ハラハラ刑事（2004年・2005年） - 広松信治 役
  - 変装捜査官・麻生ゆきシリーズ（2004年 - 2007年） - 望月修治 役
  - 越境捜査 警視庁VS神奈川県警、エリアの死角に消えた連続殺人犯!（2010年5月22日） - 笹山壱太 役
  - 監察官・羽生宗一3 「毒ハブと呼ばれる男」（2015年7月4日） - 大下光男 役
- 土曜ドラマ 鏡の調書 天使が街にやってきた（1995年4月22日、NHK）
- 星の金貨（1995年4月 - 7月、日本テレビ） - 川田洋一 役
- 外科医柊又三郎（1995年7月 - 9月、テレビ朝日） - 源さん 役
- 月曜ドラマスペシャル（TBS）
  - 浅見光彦シリーズ4・佐渡伝説殺人事件（1995年）
  - ハロー張りネズミ（1996年） - 福留警部 役
  - 弁護士芸者のお座敷事件簿3・伊香保温泉榛名湖連続殺人!!（1998年9月7日） - 浅野
  - プロデューサー麻生一平の事件ファイル（1998年12月）
  - ラスト・ドライブ（2000年5月15日） - 篠原雄司 役
- その気になるまで（1996年、TBS） - リストラされる社員
- 古畑任三郎 第2シーズン第1話「しゃべりすぎた男」（1996年1月10日、フジテレビ） - 裁判長
- 将軍の隠密!影十八　第9話「通夜の女・蘇る凶悪組織」（1996年、テレビ朝日） - 辰次 役
- Dear ウーマン（1996年10月 - 12月、TBS） - 井上課長 役
- 3番テーブルの客（1996年11月、フジテレビ）
- 総理と呼ばないで（1997年4月 - 6月、フジテレビ） - 政務副長官、官房長官
- 流通戦争（1998年1月、NHK総合） - 黒田裕史 役
- 心室細動 (小説)（1998年） - 中島事務長 役
- 踊る大捜査線シリーズ（フジテレビ）- 高橋交通課長 役
  - 歳末特別警戒スペシャル（1997年12月30日）
  - 湾岸署婦警物語 初夏の交通安全スペシャル（1998年6月19日）
- 女子刑務所東三号棟（1998年6月29日、TBS）
- WITH LOVE（1998年4月 - 6月、フジテレビ） - 小西課長 役
- 眠れる森（1998年10月 - 12月、フジテレビ） - 中村園長 役
- 魔女の条件（1999年4月 - 6月、TBS） - 岡島教頭 役
- ザ・ドクター（1999年7月 - 9月、TBS） - 加藤英樹 役
- 氷の世界（1999年10月 - 12月、フジテレビ） - 平瀬和彦 役
- 天涯の花（1999年11月6日・13日、NHK総合） - 佐川
- お見合い結婚（2000年1月 - 3月、フジテレビ） - 中谷良平 役
- 剣客商売 第2シリーズ 第7話「いのちの畳針」（2000年、フジテレビ / 松竹） - 菊坂の富五郎 役
- ショカツ（2000年4月 - 6月、関西テレビ） - 曽根田
- ツインズな探偵2（2000年7月7日、フジテレビ） - 松下専務 役
- ほんとにあった怖い話（フジテレビ）
  - 「もうひとりの私」（2000年） - 立花晃 役
  - 「訪う人々」（2004年） - 篠崎清美の父 役
  - 「死神」（2005年）
  - 「憑く男」（2009年） - 長山課長 役
  - 「あかずの間を造った話」（2020年） - 村上忠 役
- はみだし刑事情熱系（テレビ朝日)
  - 第2シリーズ第8話（1997年12月3日） - 飯塚実 役
  - 第5シリーズ第6話（2000年11月8日） - 播磨巡査部長
  - 第7シリーズ第6話（2003年2月12日） - 三沢幸吉巡査長 役
- いなか刑事・伊原泰三の退職捜査日誌1（2001年5月30日、テレビ東京） - 久田靖 役
- HERO 第8話（2001年、フジテレビ） - 田所理事長 役
- ラブ・レボリューション（2001年4月 - 6月、フジテレビ） - 清水捻 役
- 水曜日の情事（2001年10月 - 12月、フジテレビ） - 大森年宏 役
- Wの悲劇（2001年5月20日、テレビ東京） - 相浦署長 役
- 怪談百物語 第1話（2002年8月13日、フジテレビ） - 与力・伊藤喜兵衛 役
- TRICK2 episode 3（2002年2月15日・22日、テレビ朝日） - 小早川辰巳 役
- 空から降る一億の星（2002年4月 - 6月、フジテレビ） - 大沢隆 役
- ごくせん（2002年4月 - 7月、日本テレビ） - 白川権三 役
- 薔薇の十字架（2002年10月 - 12月、フジテレビ） - 佐古田部長 役
- よい子の味方 〜新米保育士物語〜（2003年1月 - 3月、日本テレビ） - 小池良平 役
- いつもふたりで（2003年1月 - 3月、フジテレビ） - 国枝正章 役
- 顔 第5話（2003年、フジテレビ） - 養護施設園長
- 白い巨塔（2003年、フジテレビ） - 佐々木庸平 役
- 特命係長 只野仁（2003年 - 2012年、テレビ朝日） - 佐川和男課長 役
- 女と愛とミステリー「48時間の恐怖・時計の針がナイフに変わるとき」（2004年、テレビ東京・BSジャパン） - 刑事・後藤誠二 役
- マザー&ラヴァー（2004年10月 - 12月、関西テレビ） - 五十嵐部長 役
- 西部警察 SPECIAL（2004年10月31日、テレビ朝日） - 坂東耕作 役
- 月曜ミステリー劇場（TBS）
  - パートタイム裁判官 第1作（2005年1月31日） - 前島勝也 役
- 恋におちたら〜僕の成功の秘密〜 第2話（2005年4月21日、フジテレビ） - 亀井昭吉 役
- 盤嶽の一生 第9話「げんこつ親分」（2005年5月9日、時代劇専門チャンネル） - 太左衛門 役
- 離婚弁護士II〜ハンサムウーマン〜 第4話（2005年5月10日、フジテレビ） - 狭山時夫 役
- 鬼嫁日記（2005年10月 - 12月、関西テレビ） - 田代伸介 役
- 着信アリ 第5話・第6話、第8話（2005年11月11日・18日、12月2日、テレビ朝日） - 斎藤晃 役
- 小早川伸木の恋（2006年1月 - 3月、フジテレビ） - 越智学 役
- 時効警察 第7話（2006年2月24日、テレビ朝日） - 伊東友彦 役
- クロサギ（2006年4月 - 6月、TBS） - 桃山哲次 役
- 下北GLORY DAYS（2006年、テレビ東京）
- ドラマW→連続ドラマW（WOWOW）
  - 神様からひと言（2006年12月） - 本間吾郎 役
  - 朝食亭（2009年） - 佐藤
  - ソドムの林檎〜ロトを殺した娘たち（2013年3月 - 4月） - 三輪元 役だ
- 華麗なる一族（2007年、TBS） - 阪神銀行・角田支店長 役
- オトコの子育て（2007年10月 - 12月、テレビ朝日） - 田所校長 役
- 名探偵コナンドラマスペシャル第2弾「工藤新一の復活! 黒の組織との対決」（2007年12月17日、日本テレビ） - 阿笠博士 役
- 栞と紙魚子の怪奇事件簿 第2話（2008年1月12日、日本テレビ）
- 鹿男あをによし（2008年1月 - 3月、フジテレビ） - 大津守 役
- 警視庁捜査一課9係 season3 第1話、第5話、第9話、最終話（2008年、テレビ朝日） - 吉村真三
- 月曜ゴールデン（TBS）
  - パートタイム裁判官 第2作（2007年5月15日） - 前島勝也
  - 財務捜査官 雨宮瑠璃子4 （2008年2月4日） - 下田敏夫
  - 法廷サスペンスSP(3)『量刑』（2009年5月25日） - 吉武則之（最高検察庁刑事部検事）
  - 女子刑務所東三号棟8（2010年6月21日） - 菅沼重久
  - 捜査指揮官 水城さや2（2014年1月6日） - 永田和夫
- 相棒 season6 第14話「琥珀色の殺人」（2008年2月6日、テレビ朝日） - 英道明
- ドラマスペシャル・24時間あたためますか?〜疾風怒涛コンビニ伝〜（2008年3月15日、日本テレビ）
- 科捜研の女
  - SEASON 8 第2話（2008年） - 三宅輝義
  - SEASON 16 第14話（2017年） - 西念義助
- 金曜プレステージ（フジテレビ）
  - 法の庭（2007年） - 山川壮一裁判長 役
  - 事件記者〜警視庁記者クラブ（2008年9月12日） - 是枝警部
  - 人情の女刑事・徳大寺操の浅草事件簿（2010年12月24日）
- 陽炎の辻〜居眠り磐音 江戸双紙〜2 第2話（2008年9月13日、NHK総合） - 小清水屋右七
- セレブと貧乏太郎（2008年10月 - 12月、フジテレビ） - 柳沢茂
- アタシんちの男子（2009年4月 - 6月、フジテレビ） - 田辺義男
- 松本清張生誕100年記念作品・駅路（2009年4月11日、フジテレビ） - 元木部長
- ハンチョウ〜神南署安積班〜（TBS） - 金子禄朗 役
  - シリーズ1（2009年4月 - 7月）
  - シリーズ2（2010年1月 - 3月）
  - シリーズ3（2010年7月 - 9月）
  - シリーズ4（2011年4月 - 6月）
- となりの芝生（2009年9月、TBS） - 要の上司
- 怨み屋本舗REBOOT 最終話（2009年9月25日、テレビ東京） - 誤認取材の被害者
- リアルクローズ 第9話（2009年12月8日、関西テレビ） - 竹内
- SOIL（2010年3月 - 4月、WOWOW） - 横井満夫
- 夢の見つけ方教えたる!2（2010年3月13日、フジテレビ） - 鈴本
- 開局50周年記念企画「わが家の歴史」第3夜（2010年、フジテレビ） - 岩井工場長
- 逃亡弁護士 第7話（2010年8月17日、関西テレビ） - 丸川博
- 検事・鬼島平八郎（ABC・テレビ朝日、2010年10月 - 12月） - 木戸勉
- おくさまは18歳（2011年3月27日 - 、フジテレビTWO） - 北辰学園教頭先生
- 塚原卜伝（2011年10月 - 11月、NHK BSプレミアム） - 塚原土佐守
- HUNTER〜その女たち、賞金稼ぎ〜 第1話（2011年10月11日、関西テレビ） - 日本パシフィック航空部長
- 水曜ミステリー9（テレビ東京）
  - 松本清張特別企画・張込み（2011年11月2日） - 井上広
  - 落としの鬼 刑事 澤千夏（2012年2月1日 - ） - 大地六輔
  - さすらい署長 風間昭平11 みやぎ松島湾殺人事件（2014年10月8日） - 大槻典之
  - 警視庁さくらポリス〜最強の姉妹捜査官〜（2016年5月18日） - 池田政男
- 謎解きはディナーのあとで 第7話（2011年11月29日、フジテレビ） - 藤咲幸太郎
- らんま1/2（2011年12月9日、日本テレビ） - 小蒲田加毛依 / マダム・カマンベール
- ドラマスペシャル 警視庁失踪人捜査課（2011年12月24日、ABC・テレビ朝日） - 井深知宏
- ハングリー!（2012年1月 - 3月、関西テレビ） - 東則夫
- 家族八景 Nanase,Telepathy Girl's Ballad（2012年1月31日、毎日放送・TBS） - 桐生勝美
- Answer〜警視庁検証捜査官（2012年4月 - 6月、テレビ朝日） - 武邑嗣雄
- 37歳で医者になった僕〜研修医純情物語〜 最終話（2012年6月19日、関西テレビ） - 内山田ひろし
- 松本清張没後20年特別企画 ドラマスペシャル 波の塔（2012年6月23日、テレビ朝日） - 林高文
- GTO（2012年7月 - 9月、関西テレビ） - 内山田ひろし 
  - GTO 秋も鬼暴れスペシャル（2012年10月2日）
  - GTO 正月スペシャル! 冬休みも熱血授業だ（2013年1月2日）
  - GTO 完結編 〜さらば鬼塚! 卒業スペシャル〜（2013年4月2日）
  - GTO （第2期）（2014年7月 - 9月）
- 匿名探偵（2012年10月 - 12月、テレビ朝日） - 阿南幸一 
  - 匿名探偵（2期）（2014年7月 - 9月）
- DOCTORS〜最強の名医〜 第2シリーズ 第6・7話（2013年8月15、22日、テレビ朝日） - 田代洋一
- 孤独のグルメ Season3 第10話（2013年9月11日、テレビ東京） - 沖田正義 役
- あさきゆめみし 〜八百屋お七異聞（2013年9月 - 11月、NHK） - 覚念
- 名古屋行き最終列車2014 第2夜（2014年1月28日、メ〜テレ） - 主演・杉本忠  
  - 名古屋行き最終列車2015 第1夜（2015年2月3日、メ〜テレ）
- 喰う寝るふたり 住むふたり（2014年5月 - 6月、NHK BSプレミアム） - 野々山哲郎
- 55歳からのハローライフ 第1話（2014年6月14日、NHK） - 林
- おやじの背中 第3話（2014年7月27日、TBS） - 向田春彦
- 問題のあるレストラン（2015年1月 - 3月、フジテレビ） - 西脇太一
- ランチのアッコちゃん（2015年5月 - 6月、NHK BSプレミアム） - 井川芳夫
- THE LAST COP/ラストコップ（2015年6月19日、日本テレビ） - 鯨井雅高 
  - THE LAST COP/ラストコップ（2016年10月 - 12月、日本テレビ）
- ドラマスペシャル 家政婦は見た! 第2作（2015年12月5日、テレビ朝日） - 緒方健次郎
- ドラマスペシャル・検事の死命（2016年1月17日、テレビ朝日） - 松岡渉
- ドクター調査班〜医療事故の闇を暴け〜（2016年4月 - 6月、テレビ東京） - 鴨志田三次 [3]
- BARレモン・ハート SEASON2 第10話（2016年6月6日、BSフジ） - 駒崎貢
- キャリア〜掟破りの警察署長〜 第8話（2016年11月27日、フジテレビ） - 春日吾郎
- 大垣共立銀行 創立120周年記念 メ〜テレドラマ「ボクのお年玉はどこ？」（2017年1月3日、メ〜テレ）
- 大貧乏 第2話（2017年1月15日、フジテレビ） - 田淵有三
- 東京タラレバ娘 第7話（2017年3月1日、日本テレビ） - 田口先生
- 立花登青春手控え2 第7話（2017年5月19日、NHK BSプレミアム） - 馬六
- 警視庁・捜査一課長 season2 最終話（2017年6月22日、テレビ朝日） - 犬塚守一
- 月曜名作劇場（TBS）
  - 鑑識捜査官 亀田乃武夫の臨場ファイル（2017年8月7日） - 宮前洋二
  - はぐれ署長の殺人急行3（2018年1月22日） - 香山利文
- 時代劇スペシャル 無用庵隠居修行シリーズ（BS朝日） - 藤兵衛 役
  - 時代劇スペシャル 無用庵隠居修行（2017年9月15日）
  - 時代劇スペシャル 無用庵隠居修行2（2018年9月8日）
  - 4K時代劇スペシャル 無用庵隠居修行3（2019年9月13日）
  - 4K時代劇スペシャル 無用庵隠居修行7（2023年9月28日）[4]
  - 4K時代劇スペシャル 無用庵隠居修行9（2025年9月23日〈予定〉）[5]
- ミステリースペシャル ふぞろい刑事（2017年12月21日、朝日放送） - 比嘉兆次
- 噂の女（2018年4月 - 6月、BSジャパン） - 村井浩二
- GIVER 復讐の贈与者 第1話、第7話 - 最終話（2018年7月14日、8月25日 - 9月29日、テレビ東京） - 志尾
- 太陽を愛したひと 〜1964あの日のパラリンピック〜（2018年8月22日、NHK） - 立石一真
- 乱反射（2018年9月22日、メ〜テレ） - 三隅幸造
- 人生が楽しくなる幸せの法則（2019年1月 - 3月、読売テレビ） - 神原重吉
- きのう何食べた? 第11話・最終話（2019年6月22日・29日、テレビ東京） - 筧悟朗 ※志賀廣太郎の代役[6][7]
  - きのう何食べた?正月スペシャル2020（2020年1月1日）
- 連続ドラマW 神の手 最終話（2019年7月21日、WOWOW）
- べしゃり暮らし 第1話（2019年7月27日、テレビ朝日） - 水原昇
- 盤上の向日葵（2019年9月8日 - 29日、NHK BSプレミアム） - 角館銀次郎
- ミス・ジコチョー〜天才・天ノ教授の調査ファイル〜 第4話・第5話（2019年11月8日・15日、NHK総合） - 海崎実
- 天 赤木しげる葬式編（2019年12月29日、テレビ東京） - 金光修蔵  [8]
- アリバイ崩し承ります 第1話（2020年2月1日、テレビ朝日） - 磯田幸三
- 異世界居酒屋「のぶ」 （WOWOWプライム）- エトヴィン 役
  - Season1（2020年5月16日 - 7月17日）
  - Season2（2022年5月27日 - 7月29日）[9]
- 天国からのラブソング（2020年3月15日、福岡放送） - 照山康男
- 記憶捜査2〜新宿東署事件ファイル〜 第5話「"同時多発"誘拐!? 293年前の石像が暴く容疑者5人の殺意!」（2020年11月20日、テレビ東京） - 塚原栄治
- 竹内涼真の撮休 第三話（2020年11月21日、WOWOW） - 竹内涼真の父
- 最高のオバハン 中島ハルコ（2021年4月10日 - 5月29日、東海テレビ・フジテレビ） - 三島昭宏 役
  - 最高のオバハン中島ハルコ〜マダム・イン・ちょこっとだけバンコク〜（2025年1月4日 - 3月15日、東海テレビ・フジテレビ）[10]
- SUPER RICH 第5話 -（2021年11月11日 - 、フジテレビ） - 大河一郎
- 駐在刑事 Season3 第1話（2022年1月14日、テレビ東京） - 大和田耕造 [11]
- となりのチカラ 第7話（2022年3月17日、テレビ朝日）- 円蓮 役
- やんごとなき一族 第4話・第5話（2022年5月12日・19日、フジテレビ）- 根岸 役
- 元彼の遺言状 第9話（2022年6月6日、フジテレビ） - 小笠原仁美 役[12]
- 刑事7人 Season8 第5話（2022年8月10日、テレビ朝日） - 友田重治 役
- 女子高生、僧になる。（2023年9月18日 - 10月23日、MBS） - 仁常 役[13]
- 必殺仕事人（2023年12月29日、テレビ朝日） - 豊川大和守忠次 役[14]
- 家政夫のミタゾノ 第7シーズン 最終話（2025年3月11日、テレビ朝日） - 折原健三 役[15]
- 晩酌の流儀4 〜夏編〜 第8話（2025年8月16日、テレビ東京） - 中島岩男 役[16]

### 映画
- ひと夏の秘密（1979年）
- 宇能鴻一郎表題作品
  - 宇能鴻一郎のあつく湿って（1979年）
  - 宇能鴻一郎の濡れて悶える（1980年）
  - 宇能鴻一郎の濡れて騎る（1982年）
- おんなの細道 濡れた海峡（1980年）
- スケバンマフィア 恥辱（1980年） - 哲夫 役
- ANO・ANO 女子大生の基礎知識（1981年）
- 縄と乳房（1983年）
- 女囚 檻（1983年）
- スチュワーデス・スキャンダル　獣のように抱きしめて（1984年）
- 丸茂ジュンの痴女伝説（1984年）
- 刑事物語 くろしおの詩（1985年）
- 花いちもんめ。（1985年）
- HOT STAFF 快感SEXクリニック（1987年）
- BU・SU（1987年）
- 乙女物語 あぶないシックスティーン（1990年）
- あの夏、いちばん静かな海。（1991年）
- 男はつらいよ 寅次郎の青春（1992年）
- ありがとう（1996年）
- 放課後日誌 仔猫契約（1996年）
- 虹をつかむ男（1997年） - 村井主任 役
- ズッコケ三人組（1998年）
- GTO（1999年） - 新島大吾
- うつつ（2002年） - 内山部長 役
- 白い船（2002年） - 校長先生 役
- 陽はまた昇る（2002年） - 服部一義課長
- ピカ☆ンチ LIFE IS HARDだけどHAPPY（2002年） - ボンの父
- 恋に唄えば♪（2002年）
- 幸福の鐘（2003年） - 高橋慎太郎
- 東京原発（2004年） - 佐伯政策報道室長
- チルソクの夏（2004年） - 寺田先生
- 透光の樹（2004年）
- 半落ち（2004年） - 鈴木孝夫検察事務官
- 天使が降りた日（2005年） - 父親
- 放郷物語 THROWS OUT MY HOMETOWN（2006年） - 宮島昭雄
- 夜のピクニック（2006年） - 校長先生
- 虹の女神（2006年） - 森川千鶴の父
- それでもボクはやってない（2007年） - 和田精二刑事
- 歌謡曲だよ、人生は（2007年） - 下田満
- 結婚しようよ（2008年）
- 映画 クロサギ（2008年） - 桃山哲次刑事
- ポストマン（2008年） - 玉井正一郵便局長
- うん、何?（2008年） - 西尾三郎
- ハッピーフライト（2008年） - 森田亮二グランドマネージャー
- 特命係長 只野仁 最後の劇場版（2008年） - 佐川和男課長
- 感染列島（2009年） - 深見修造院長
- レイン・フォール/雨の牙（2009年） - 松本
- ランデブー!（2010年） - 朝倉監督
- スープ・オペラ（2010年） - 吾妻屋主人
- 奇跡（2011年）
- デッドボール（2011年）
- ツレがうつになりまして。（2011年） - 加茂
- 貞子3D（2012年） - 小磯勇吾
- 貞子3D2（2013年、角川映画）
- 潔く柔く（2013年、東宝） - バーのマスター
- 珍遊記（2016年） - じじい
- ラストコップ THE MOVIE（2017年） - 鯨井雅高
- 劇場版「きのう何食べた？」（2021年） - 筧悟朗
- 春画先生（2023年） - 神保
- ラストターン 福山健二71歳、二度目の青春（2024年） - 橋本[17]
- また逢いましょう（2025年） - 所長[18]

### インターネットドラマ
- チェイス 第1章（2017年 - 2018年） - 平山英一

### 舞台
- 劇団夢の遊眠社公演（1979 - 92年）
- 田山涼成プロデュース公演（1988 - 98年）
- 『烏賊ホテル』（1994年 久世龍之介演出）
- 『What a sexy dinner！』（1994年 綾田俊樹演出）
- 『天井棧敷の人びと』（1995年 江守徹演出）
- 『浪花の恋 お初夢之介』（1996年 中川寿夫演出）
- 『大正四谷怪談』（1999年 栗田芳宏演出）
- 『カフカズ・ディック』（2001年 作・演出：ケラリーノ・サンドロヴィッチ）
- 『バージニアウルフなんかこわくない?』（2003年 作：エドワード・オールビー　演出：アリ・エデルソン）
- 『美しきものの伝説』（2004年 演出：マキノノゾミ）
- 『幻に心もそぞろ狂おしのわれら将門』（2005年 蜷川幸雄演出）
- 『朧の森に棲む鬼』（2007年 いのうえひでのり演出）
- 『お気に召すまま』（2007年 蜷川幸雄演出）
- 『フラガール』（2008年 山田和也演出）
- 『黒革の手帖』（2009年 西川信廣演出）
- ミュージカル『太平洋序曲』（2011年 宮本亜門演出）
- 『君と見る千の夢』（2011年 宮田慶子演出）
- 『ええから加減』（2012年 田村孝裕演出）
- 『4 four』（2012年11月 白井晃演出）
- ミュージカル『マイ・フェア・レディ』（2013年5月 翻訳・訳詞・演出：G2）
- 『シラの恋文』（2023年12月 - 2024年1月、寺十吾演出）[19]
- ミュージカル『DEATH TAKES A HOLIDAY』（2024年9月 - 11月、生田大和演出）[20]

### テレビアニメ
- こちら葛飾区亀有公園前派出所（杉原プロデューサー）
- 水色時代（河合靖雄）

### 吹き替え
- インナースペース（タクシーの運転手：ディック・ミラー）

### バラエティ・他番組
- ひげよさらば　- マダラ（声の出演）
- ぶらり途中下車の旅
2015年11月7日・14日・12月5日の回ではナレーターを務めている。
- タモリ倶楽部
飲食系の企画に出演することが多い。
- 開運!なんでも鑑定団
- 出没!アド街ック天国
- ネプリーグ
- クイズ!ヘキサゴンII
- ぐるぐるナインティナイン（グルメチキンレース・ゴチになります!12、2011年1月6日 - 12月29日）
- オールスター感謝祭（2011年春は一時的に司会も務めた）
- 幸せの黄色い仔犬（中京テレビ）
- 日経スペシャル 未来世紀ジパング〜沸騰現場の経済学〜
- 探Q!Aトリップ（テレビ愛知）
- クイズ!脳ベルSHOW
- 趣味どきっ! 「使えてますか?スマホ」（NHK Eテレ、2022年8月 - 9月）※友近と共にスマートフォン講座を受講。
- キスマイ超BUSAIKU!?（フジテレビ、2022年5月5日 - 2023年8月）「なごや男子」のメンバー[21]

### CM
- ヤクルト「タフマン」（1986年）
- ロート製薬 「ロートAZ胃腸薬」（1989年）
- エバラ食品工業 「すき焼きのたれ」
- NTT西日本 オフィス・光ソリューション「ネットの安全性」編（2007年）
- レイク 「事前にチェック 気持ちを贈る・家族」編（2008年）